# Rubén Reig
Rubén Reig Conejero (Sax, Alicante, España, 29 de septiembre de 1986) es un ciclista español.
Debutó como profesional en 2008 con el equipo Contentpolis-AMPO, es un corredor muy joven, con un amplio bagaje en categorías inferiores lo que le hacen ser una gran referencia en los próximos años en el nivel nacional.

## Palmarés
No ha conseguido victorias como profesional.

## Equipos
- Contentpolis-AMPO (2008-2009)
- Caja Rural (2010-2011)